# Eisenbahn-Bau- und Betriebsgesellschaft Pressnitztalbahn
Die Eisenbahn-Bau- und Betriebsgesellschaft Pressnitztalbahn mbH (kurz: PRESS) ist ein im Freistaat Sachsen konzessioniertes öffentliches Eisenbahninfrastruktur- und -verkehrsunternehmen (EVU), das Bauzug-, Logistik- und Güterzugleistungen erbringt. Als öffentliches EVU betreibt das Unternehmen den Schienenpersonennahverkehr auf den Eisenbahnstrecken Bergen–Putbus–Lauterbach Mole und Putbus–Göhren („Rasender Roland“). Unter dem Titel „exPRESSzugreisen“ bietet die PRESS auch Sonderfahrten mit historischen Fahrzeugen an. Für die Museumsbahn Steinbach–Jöhstadt erbringt sie diverse Leistungen. Das Angebot wird durch den Handel mit Eisenbahnmaterial, die Bewirtschaftung von Speisewagen sowie die gastronomische Betreuung bei Verkehrsleistungen und Veranstaltungen, Verlagstätigkeit für Printmedien und Multimediaanwendungen, gewerblichen Güterkraftverkehr und die Instandhaltung von Schienenfahrzeugen ergänzt.

## Geschichte

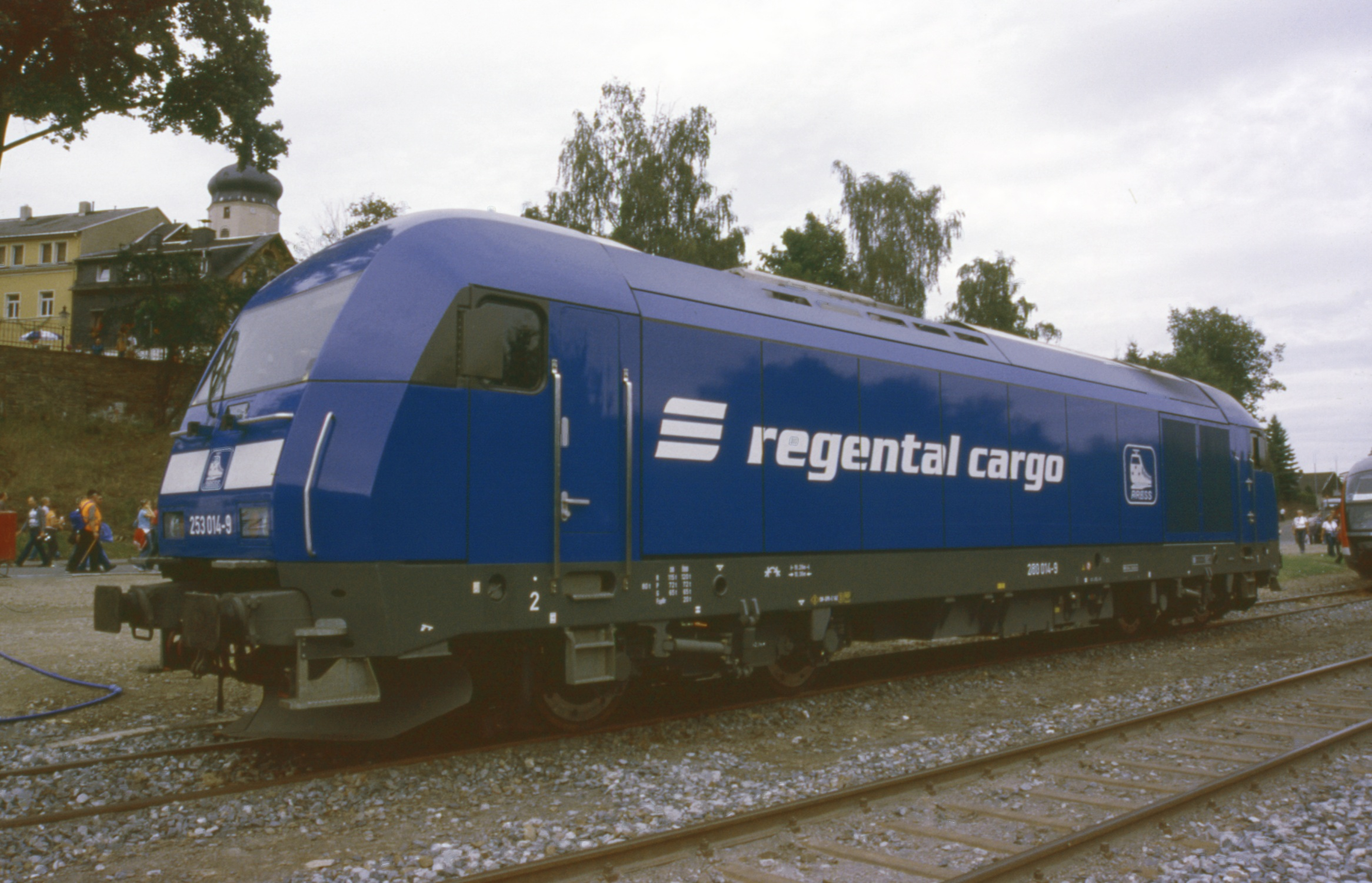
253 014 beim Tag der Sachsen in Marienberg 2006

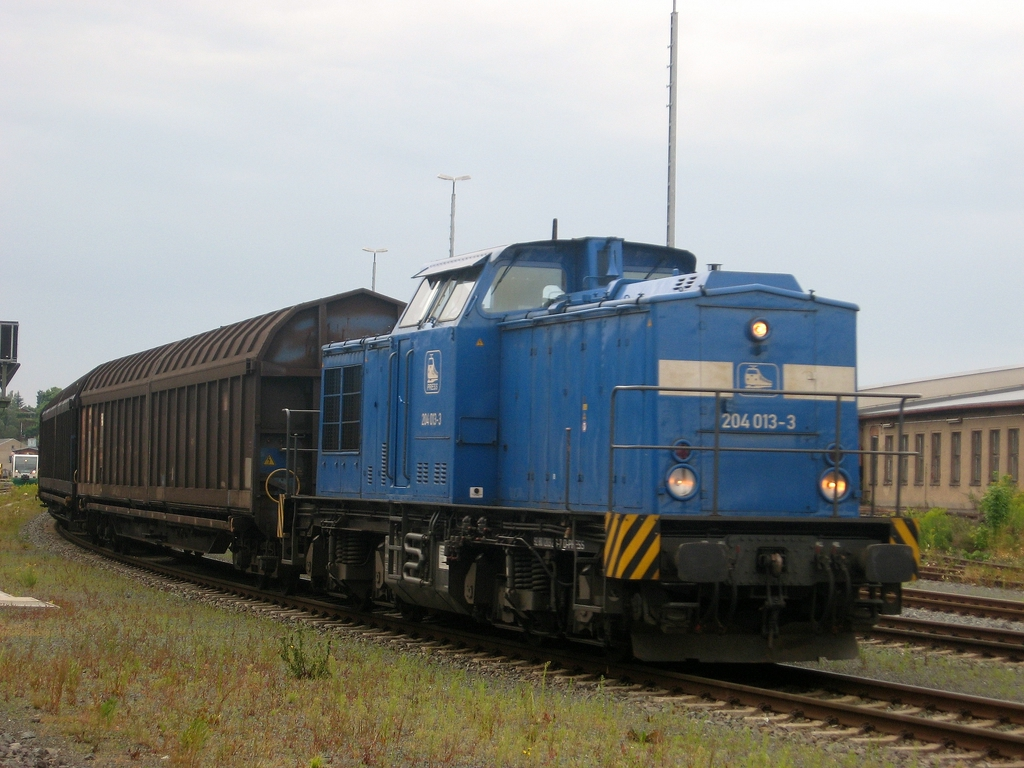
204 013 der PRESS in Plauen (V) ob Bf

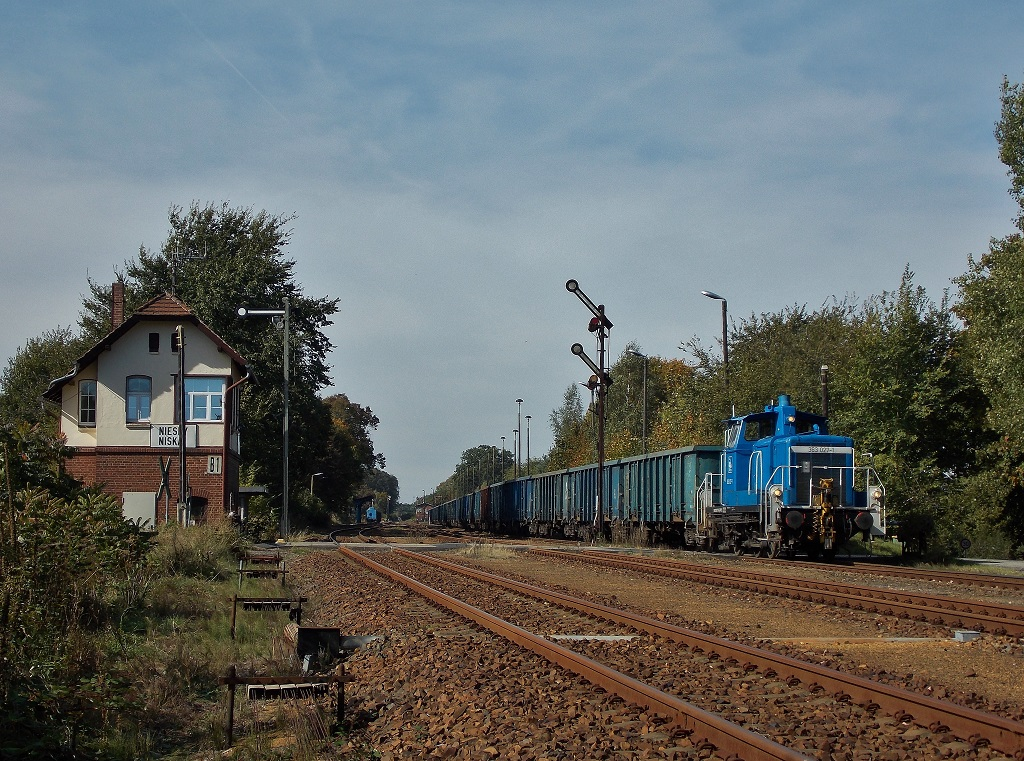
363 027 in Niesky, 2013

Im Jahr 2000 nahm die Gesellschaft ihren Geschäftsbetrieb mit Bau- und Güterzugleistungen auf. Der Verein Interessengemeinschaft Preßnitztalbahn war einer der Gründungsgesellschafter der PRESS mit der Zielstellung, für aktive Vereinsmitglieder, die ihr Hobby Eisenbahn zum Beruf machen wollten, eine berufliche Sicherheit zu schaffen. Seit 2008 betreibt sie den Schienenpersonennahverkehr auf der Schmalspurbahn Putbus – Göhren, seit Dezember 2009 zusätzlich auf der Strecke Bergen – Putbus – Lauterbach Mole. Sie übernahm eine Reihe von Eisenbahnstrecken, unter anderem die Strecke Putbus–Lauterbach Mole. Der Verkehrsvertrag für die letztgenannte Strecke Bergen – Lauterbach wurde im Dezember 2018 bis 11. Dezember 2027 verlängert.

## Rügensche Bäderbahn
Das Land Mecklenburg-Vorpommern und der Landkreis Rügen vergaben 2007 die Verkehrsleistungen der schmalspurigen Rügenschen Kleinbahn auf der Insel Rügen für 20 Jahre an die PRESS. Dazu wurde von ihr das neue Geschäftsfeld Rügensche Bäderbahn (RüBB) gegründet. Zum Jahresbeginn 2008 konnte zunächst nur ein Notbetrieb mit angemieteten, sächsischen Fahrzeugen durchgeführt werden, da die Fahrzeuge vom Vorbesitzer Rügensche Kleinbahn GmbH & Co. KG (RüKB) nicht rechtzeitig übergeben wurden. Mitte 2008 erfolgte schließlich die Übernahme der Fahrzeuge und der 46 Mitarbeiter. Die Fahrzeuge wurden vom Landkreis Rügen zurückgekauft und werden an die PRESS vermietet. In den folgenden Jahren übernahm die Gesellschaft diverse schmalspurige Lokomotiven und Wagen aus unterschiedlichen Quellen und ließ diese meist betriebsfähig aufarbeiten, so beispielsweise die Lokomotiven 99 4011-5 (2009) und 99 1783-2 (2014) sowie verschiedene Fahrzeuge aus der Sammlung von Walter Seidensticker jun. (2009).

## Fahrzeuge
Die PRESS verfügt über Diesellokomotiven unterschiedlicher Leistungsklassen (u. a. DR-Baureihen V 15, V 60, V 100 und V 180, DB-Baureihen V 60, V 100 und 218), Elektrolokomotiven (DR-Baureihen E 42, 250, DB-Baureihen E 10, E 40, 189), dieselelektrische Lokomotiven (Baureihen Bombardier TRAXX, Siemens ER 20, Siemens Vectron Dual Mode) sowie über Dampflokomotiven der DR-Baureihen 01.5 (01 509), 44 (44 225), 86 (86 056, 86 333, 86 744) und 95 (95 009). Ergänzt wird der Fuhrpark durch zahlreiche Personen- und Güterwagen verschiedener Bauarten, darunter mehrere Schmalspurtransportwagen. Viele Fahrzeuge tragen die typische blaue Farbgebung der PRESS, andere dagegen das originale Farbschema der jeweiligen Baureihen. 
Für den Betrieb des Schienenpersonennahverkehrs auf der an die Rügensche Bäderbahn anschließende Bahnstrecke Bergen auf Rügen–Lauterbach Mole kommt seit Dezember 2009 ein Stadler Regio-Shuttle RS 1 zum Einsatz. Außerdem gehört der PRESS noch die Sächsische VIIK '99 783' die auf der Strecke der RüBB im Einsatz ist.

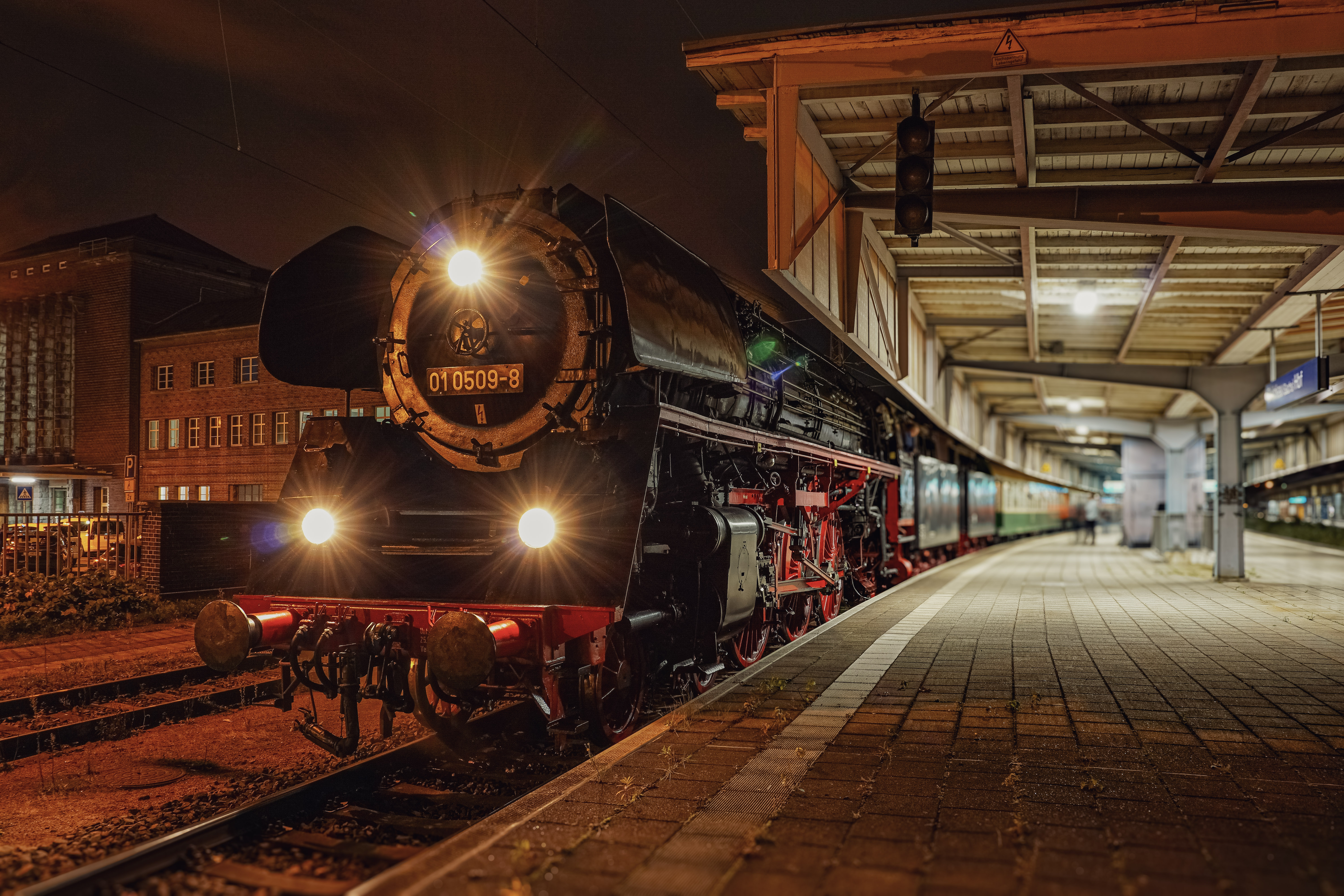
Dampflokomotive 01 0509 bei einer Sonderfahrt in Zwickau (Sachs.)

Außerdem verfügt die PRESS über Straßenspezialtieflader mit eingebautem Gleis für 750 und 1000 mm Spurweite, mit denen Schmalspurfahrzeuge dieser Spurweiten ohne Kranverladung mittels einer transportablen Rampe verladen und transportiert werden können. Diese Dienstleistung wird für Schmalspurbahnen über Deutschland hinaus erbracht.

## Weblinks

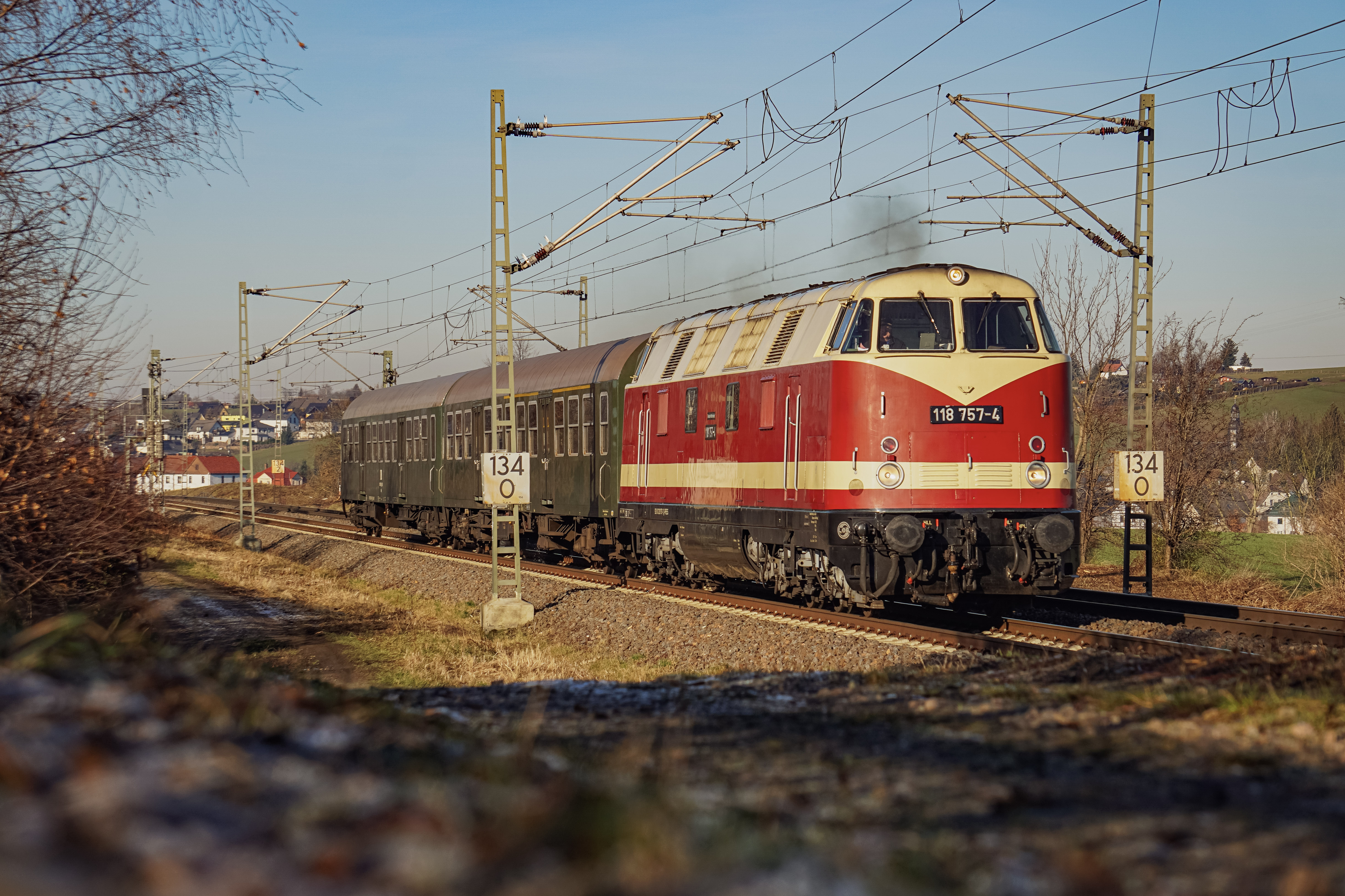
118 757 mit einer Wagenüberführung kurz vor Zwickau